# Club Français
Club Français – francuski klub piłkarski z siedzibą w Paryżu, działający w latach 1890–1935.

## Historia
Klub został założony 1890. W 1896 klub zdobył mistrzostwo Francji. W 1931 osiągnął największy sukces w swojej historii, zdobywając Puchar Francji po zwycięstwie 3-0 w finale z Montpellier HSC. W 1932 uzyskał status zawodowy i przystąpił do premierowego sezonu ligi francuskiej. W premierowym sezonie Club Français zajął w grupie A Première Division ósme miejsce i został zdegradowany. Po nieudanym następnym sezonie w Division 2 klub stracił status zawodowy. Z powodu problemów finansowych został rozwiązany w 1935. 
Zawodnik Club Français – Lucien Laurent zdobył pierwszą bramkę w historii Mistrzostw Świata. 

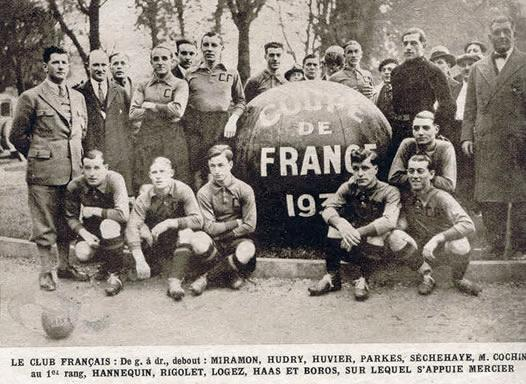
Drużyna Club Français po zdobyciu Pucharu Francji w 1931

## Sukcesy
- mistrzostwo Francji: 1896.
- Puchar Francji: 1931.
- 1 sezon w Première Division: 1932– 1933.

## Zawodnicy
- Gaston Barreau
- Jean Laurent
- Lucien Laurent
- Branislav Sekulić

## Sezony wPremière Division
| Sezon   | Uzyskane Miejsce   |
| ------- | ------------------ |
| 1932-33 | 8 w gr. A (spadek) |